# وادي عريقية
وادي عريقية من أودية نجد المشهورة. هو وادٍ يقع إلى الغرب من مدينة القويعية، يُعد متنزه طبيعي لأهالي المحافظة المنطقة ويسهل الوصول إليه، إذ يمُّر بهِ طريق الرياض - مكة المكرمة.